# Comuna Pidhorodne, Liuboml
Pidhorodne (în ucraineană Підгоро́дне) este o comună în raionul Liuboml, regiunea Volînia, Ucraina, formată din satele Boremșciîna, Pidhorodne (reședința), Vilka-Pidhorodnenska și Zastavie.

## Demografie
Componența lingvistică a satului Pidhorodne
     Ucraineană (98,88%)
     Alte limbi (1,12%)
Conform recensământului din 2001, majoritatea populației satului Pidhorodne era vorbitoare de ucraineană (98,88%), existând în minoritate și vorbitori de alte limbi.